# Agésipolis II
Pour les articles homonymes, voir Agésipolis.
Sauf précision contraire, les dates de cet article sont sous-entendues « avant l'ère commune » (AEC), c'est-à-dire « avant Jésus-Christ ».
Agésipolis II est roi de Sparte de 371 à 370.

## Biographie
Agésipolis II était membre de la famille des Agiades. Fils du roi de Sparte tué à la bataille de Leuctres, Cléombrote II, il succéda à son père pour un règne éphémère de quelques mois, conjointement avec Agésilas II de la famille des Eurypontides. Son frère Cléomène II lui succéda pour, au contraire, le plus long règne d'un roi de Sparte (370–309).